# Liriomyza quadrata
Liriomyza quadrata este o specie de muște din genul Liriomyza, familia Agromyzidae, descrisă de Malloch în anul 1934. Conform Catalogue of Life specia Liriomyza quadrata nu are subspecii cunoscute.